# Molson Indy Toronto 1992
Molson Indy Toronto 1992 var ett race som var den nionde deltävlingen i PPG IndyCar World Series 1992. Racet kördes den 19 juli på Torontos gator. Michael Andretti tog den seger, som ofta beskrivits som hans allra bästa i svåra förhållanden. Bobby Rahal behöll ett stabilt grepp om mästerskapstiteln, tack vare sin andraplats.

## Slutresultat
| Plats | Förare             | Team                     | Grid | Kvaltid  |
| ----- | ------------------ | ------------------------ | ---- | -------- |
| 1     | Michael Andretti   | Newman/Haas Racing       | 3    | 59,120   |
| 2     | Bobby Rahal        | Rahal-Hogan Racing       | 1    | 59,057   |
| 3     | Danny Sullivan     | Galles-Kraco Racing      | 6    | 59,489   |
| 4     | Mario Andretti     | Newman/Haas Racing       | 5    | 59,409   |
| 5     | John Andretti      | Hall/VDS Racing          | 9    | 59,683   |
| 6     | Scott Goodyear     | Walker Racing            | 11   | 59,865   |
| 7     | Al Unser Jr.       | Galles-Kraco Racing      | 10   | 59,741   |
| 8     | Robby Gordon       | Chip Ganassi Racing      | 15   | 1.00,511 |
| 9     | Eddie Cheever      | Chip Ganassi Racing      | 12   | 59,992   |
| 10    | Brian Till         | Robco Racing             | 16   | 1.00,585 |
| 11    | Stefan Johansson   | Bettenhausen Motorsports | 13   | 1.00,129 |
| 12    | Jimmy Vasser       | Hayhoe-Cole Racing       | 19   | 1.01,308 |
| 13    | Jeff Wood          | Arciero Racing           | 23   | 1.03,641 |
| 14    | Ross Bentley       | Dale Coyne Racing        | 22   | 1.03,598 |
| 15    | Buddy Lazier       | Leader Cards Racing      | 20   | 1.01,705 |
| 16    | Christian Danner   | Euromotorsport           | 18   | 1.01,132 |
| 17    | Scott Brayton      | Dick Simon Racing        | 14   | 1.00,428 |
| 18    | Jon Beekhuis       | A.J. Foyt Enterprises    | 21   | 1.02,471 |
| 19    | Emerson Fittipaldi | Marlboro Team Penske     | 2    | 59,105   |
| 20    | Vinicio Salmi      | Euromotorsport           | 24   | 1.06,409 |
| 21    | Paul Tracy         | Penske Racing            | 4    | 59,356   |
| 22    | Raul Boesel        | Dick Simon Racing        | 7    | 59,599   |
| 23    | Ted Prappas        | P.I.G. Racing            | 17   | 1.00,655 |
| 24    | Eric Bachelart     | Dale Coyne Racing        | 25   | -        |
| 25    | Scott Pruett       | Truesports Co.           | 8    | 59,604   |